# Elecciones federales de Alemania de 2021
Las elecciones federales de Alemania de 2021 se celebraron el 26 de septiembre del mencionado año. En ellas fueron electos los 736 diputados del Bundestag, quienes deberán elegir al canciller de Alemania para el periodo 2021-2025. El mismo día, también se llevaron a cabo las elecciones estatales en Berlín y Mecklemburgo-Pomerania Occidental.
Estas elecciones estuvieron marcadas por el retiro de Ángela Merkel, canciller desde las elecciones de 2005, que había confirmado con mucha anticipación que no se postularía para un quinto mandato en el cargo. Su fuerza política, la CDU/CSU, concurrió liderada por Armin Laschet, ministro presidente de Renania del Norte-Westfalia, tras la dimisión anticipada de Annegret Kramp-Karrenbauer, originalmente elegida para suceder a Merkel. El Partido Socialdemócrata de Alemania, socio en una gran coalición con la CDU/CSU, presentó al ministro de Finanzas Olaf Scholz como candidato a canciller. Las encuestas preelectorales predijeron un fuerte crecimiento para la Alianza 90/Los Verdes, con probabilidades incluso de convertirse en la fuerza más votada. El partido tenía un liderazgo colectivo entre Annalena Baerbock y Robert Habeck, pero Baerbock fue su candidata a canciller. Fue la primera vez en la historia de la República Federal que se consideró que el candidato a canciller de cualquier partido fuera de la CDU/CSU y el SPD tenía posibilidades reales de resultar electo.
Logrando remontar su derrota histórica en las elecciones europeas de 2019, el SPD bajo el liderazgo de Scholz obtuvo una ajustada victoria con el 25,74% de los votos proporcionales y emergió como el partido más grande del Bundestag por primera vez desde 2002, con 206 escaños, su mejor resultado desde 2005. Sin embargo, se trató del porcentaje de votos más bajo para el partido más votado desde 1930. Debilitada por sus crisis internas y el desgaste de dieciséis años al frente del gobierno, así como el liderazgo de Laschet visto como «débil», la CDU/CSU obtuvo el peor resultado de su historia, con un 24,07% y 152 escaños. Aunque en conjunto seguían teniendo más de la mitad de los escaños, fue la primera vez que el voto combinado del SPD y la CDU/CSU estuvo por debajo del 50% de los votos. En tercer lugar, Los Verdes lograron su mejor resultado histórico con el 14,75% de los votos y 118 escaños, lo que constituyó también el mejor resultado para el tercer partido más votado desde el establecimiento de la República Federal. No obstante, el desempeño se consideró decepcionante debido a la brusca caída respecto a encuestas anteriores que predecían un resultado mucho mejor con posibilidades de ganar las elecciones, acachada a errores y escándalos en torno a su candidata, Baerbock.
Respecto a las demás formaciones, el liberal Partido Democrático Libre (FDP), liderado por segunda vez por Christian Lindner, obtuvo el 11,46% de los votos y 92 escaños, su segundo crecimiento consecutivo y segundo mejor resultado desde la reunificación alemana. Por su parte, Alternativa para Alemania (AfD), partido de derecha radical que había irrumpido en el Bundestag en los anteriores comicios, obtuvo 83 escaños con un 10,34% de los votos, lo que representó una ligera caída (aunque retuvo una importante cantidad de votos en la antigua Alemania Oriental) y el revés de caer del tercer al quinto lugar. En sexto lugar, La Izquierda obtuvo el peor resultado desde su fundación en 2007 y, con un 4,89% de los sufragios, se vio por primera vez por debajo del porcentaje requerido para acceder a escaños proporcionales según la cláusula del cinco por ciento. No obstante, el partido aun así recibió representación proporcional plena debido a que obtuvo tres victorias en circunscripciones uninominales, cumpliendo así con la cláusula del mandato básico, pero se convirtió en la fuerza más pequeña del Bundestag con 39 escaños. Por último, la Asociación de Votantes del Schleswig Meridional, partido regional de Schleswig-Holstein representante de la minoría danesa que no disputaba una elección federal desde 1961, logró acceder a un escaño proporcional como partido representante de una minoría con un 0,12% de los votos. La participación fue del 76,58% del electorado registrado.
El fragmentado resultado dejó al FDP y a Los Verdes en una fuerte posición para formar gobierno luego de que tanto el SPD como la CDU/CSU descartaran una quinta gran coalición. El 23 de noviembre, después de complejas negociaciones, el SPD llegó a un acuerdo con el FDP y Los Verdes para formar un gobierno tripartito denominado «coalición semáforo» con Scholz como canciller. El Bundestag ratificó al nuevo Gabinete el 8 de diciembre de 2021, poniendo fin a dieciséis años de gobierno consecutivo de Ángela Merkel.

## Antecedentes

### Elecciones anteriores y formación de gobierno, 2017-2018
Las elecciones federales de 2017 se llevaron a cabo después de una gran coalición de cuatro años entre la CDU/CSU y el Partido Socialdemócrata (SPD). Aunque la CDU/CSU siguió siendo el grupo parlamentario más grande, tanto ellos como el SPD sufrieron pérdidas significativas. La dirección del SPD, reconociendo el desempeño insatisfactorio del partido después de cuatro años en el gobierno, anunció que entraría en la oposición. Dado que la CDU/CSU se comprometió a no trabajar ni con la AfD ni con Die Linke antes de las elecciones, la única opción que quedaba para un gobierno mayoritario era una coalición Jamaica formada por la CDU/CSU, el Partido Democrático Libre (FDP) y los Verdes. Durante las próximas seis semanas se llevaron a cabo conversaciones exploratorias entre los partidos, aunque el 20 de noviembre el FDP se retiró de las negociaciones, citando diferencias irreconciliables entre las partes sobre políticas migratorias y energéticas. La canciller Angela Merkel consultó con el presidente Frank-Walter Steinmeier, quien imploró a todos los partidos que reconsiderasen para evitar nuevas elecciones.
En consecuencia, los socialdemócratas (SPD) y su líder Martin Schulz indicaron su voluntad de entablar conversaciones para otro gobierno de coalición con la CDU/CSU. El liderazgo del SPD votó para entrar en una discusión exploratoria el 15 de diciembre de 2017 y en un congreso del partido en enero de 2018, la mayoría de los delegados del partido votaron para apoyar las negociaciones de coalición. El texto del acuerdo final fue acordado por la CDU/CSU y el SPD el 7 de febrero, aunque estuvo condicionado a la aprobación de la mayoría de los miembros del SPD. Los 463.723 miembros del SPD votaron para aprobar o rechazar el acuerdo del 20 de febrero al 2 de marzo, y el resultado se anunció el 4 de marzo. El 78,39% de los miembros emitieron votos válidos, de los cuales el 66,02% votó a favor de otra gran coalición. Merkel fue votada por el Bundestag para un cuarto mandato como Canciller el 14 de marzo, con 364 votos a favor, 315 en contra, 9 abstenciones y 4 votos nulos, 9 votos más de los 355 necesarios para la mayoría. Así se formó el cuarto gabinete de Merkel.

### Cambios en el liderazgo de los partidos e inestabilidad política
El gobierno final de Merkel estuvo sujeto a una intensa inestabilidad. La crisis del gobierno alemán de 2018 vio cómo la alianza de larga data entre la Unión Demócrata Cristiana (CDU) y la Unión Social Cristiana (CSU) amenazaba con dividirse por la política de solicitantes de asilo. El ministro del Interior y líder de la Unión Social Cristiana (CSU), Horst Seehofer, amenazó con socavar la autoridad de Merkel cerrando las fronteras alemanas para los solicitantes de asilo registrados en otro país de la Unión Europea (UE). La división, finalmente reparada tras una cumbre con países de la UE, amenazó con derrocar al gobierno. Tras el resultado históricamente bajo de su partido en las elecciones bávaras de 2018, Seehofer fue reemplazado como líder de la CSU por el nuevo ministro-presidente bávaro Markus Söder en una conferencia del partido en enero de 2019, mientras que Seehofer conservaba su puesto como ministro del Interior en el gabinete.
La propia Merkel también anunció que no se presentaría a la reelección como líder de la Unión Demócrata Cristiana (CDU) en la conferencia del partido en diciembre de 2018 y tampoco como canciller de Alemania en la próximas elecciones, tras los malos resultados en las elecciones estatales para la CSU en Baviera y para la CDU en Hesse. La candidata preferida de Merkel para el liderazgo del partido, Annegret Kramp-Karrenbauer, derrotó por estrecho margen a Friedrich Merz, quien había sido rival de Merkel alrededor de 2002 y había abandonado la política en 2009 criticando sus decisiones y liderazgo. Kramp-Karrenbauer luchó por unificar las facciones liberales y conservadoras del partido, pero en febrero de 2020, cuando no logró controlar a la CDU del Estado de Turingia tras las elecciones estatales de 2019 después de que la CDU junto a los votos de la extrema derecha de Alternativa para Alemania (AfD) le dieran el gobierno a Thomas Kemmerich del Partido Democrático Libre (FDP), la debilidad de Kramp-Karrenbauer hizo que fuera Merkel quien reprendiera a la CDU de Turingia desde una visita de estado a Sudáfrica; después de la crisis Kramp-Karrenbauer anunció su intención de retirar su interés en postularse como candidata de la CDU para Canciller en las elecciones y renunciar como líder del partido. Se programó una convención del partido para elegir un nuevo líder para abril, pero se retrasó repetidamente debido a la pandemia de COVID-19. La elección se llevó a cabo en enero de 2021, y Armin Laschet, actual ministro-presidente de Renania del Norte-Westfalia, ganó con el 52,8% de los votos de los delegados. Su principal oponente de nuevo fue Friedrich Merz quien ganó el 47,2%.
El otro socio en el gobierno de coalición, el Partido Socialdemócrata (SPD), también tenía inestabilidad de liderazgo. Tras su peor resultado desde las elecciones federales de 1949, al comienzo del nuevo gobierno, el partido eligió a Andrea Nahles como su líder en abril de 2018. Nahles ya había sido elegida líder del grupo parlamentario del SPD después de las elecciones federales de 2017, cuando el partido todavía estaba planificando entrar en oposición..  No logró mejorar la posición del partido con el electorado, ya que este continuó cayendo en las encuestas de opinión y fue derrotado por primera vez en la historia por el partido de centroizquierda Alianza 90/Los Verdes en las elecciones al Parlamento Europeo de 2019. Nahles dimitió el 2 de junio de 2019, lo que precipitó una elección de liderazgo para el SPD. Los candidatos progresistas Norbert Walter-Borjans y Saskia Esken derrotaron a los candidatos más moderados Olaf Scholz y Klara Geywitz y fueron elegidos colíderes por los miembros del partido. Su elección planteó las perspectivas de colapso del gobierno de coalición y la convocatoria de elecciones anticipadas, aunqueReuters informó que el dúo buscaría lograr un acuerdo de la CDU/CSU sobre el aumento del gasto público en lugar de permitir que el gobierno colapsara.  En agosto de 2020, el partido nombró al vicecanciller de Merkel, Scholz, como su candidato a canciller en las elecciones, a pesar de haber perdido ante Walter-Borjans y Esken en las elecciones de liderazgo del partido.
Cem Özdemir y Simone Peter dimitieron como colíderes de Los Verdes después de las fallidas negociaciones de la coalición Jamaica en 2017, y Annalena Baerbock y Robert Habeck fueron elegidos como sus sucesores en enero de 2018. El descontento con el SPD y el gobierno federal vio un aumento en las encuestas de los Verdes a lo largo de 2018. Obtuvieron resultados récord en las elecciones estatales de Baviera y Hesse en octubre y posteriormente superaron al SPD en la opinión pública, ubicándose en el segundo lugar detrás de la CDU/CSU durante los próximos tres años. Estuvieron brevemente en primer lugar durante dos breves períodos, primero después de las elecciones europeas de 2019 y nuevamente después de la nominación de candidatos a canciller en abril de 2021. El partido tuvo su mejor actuación en las elecciones al Parlamento Europeo de 2019, las elecciones estatales de Hamburgo de 2020 y las elecciones estatales de Baden-Württemberg de 2021. 
Die Linke también experimentó un cambio de liderazgo, con la renuncia de Katja Kipping y Bernd Riexinger después de nueve años como colíderes del partido. Fueron sucedidos por Janine Wissler y Susanne Hennig-Wellsow en una conferencia del partido celebrada digitalmente el 27 de febrero de 2021. Wissler era considerada un miembro del ala izquierda del partido, anteriormente alineada con la facción de Izquierda Socialista, mientras que Hennig-Wellsow era considerada una moderada. Ambas apoyan la participación de su partido en el gobierno federal, en particular Hennig-Wellsow, que jugó un papel importante en el gobierno "rojo-rojo-verde" de Die Linke, el SPD y los Verdes en el estado de Turingia.

## Líderes de los principales partidos
| Partido(s) | Partido(s) | Partido(s)                          | Ideología              | Líderes           | Líderes           | Ref    |
| ---------- | ---------- | ----------------------------------- | ---------------------- | ----------------- | ----------------- | ------ |
|            | CDU/CSU    | Partidos de la Unión                | Democracia cristiana   | Armin Laschet     | Armin Laschet     | [ 40 ] |
|            | SPD        | Partido Socialdemócrata de Alemania | Socialdemocracia       | Olaf Scholz       | Olaf Scholz       | [ 41 ] |
|            | AfD        | Alternativa para Alemania           | Populismo de derecha   | Alice Weidel      | Tino Chrupalla    | [ 42 ] |
|            | FDP        | Partido Democrático Libre           | Liberalismo clásico    | Christian Lindner | Christian Lindner | [ 43 ] |
|            | Linke      | La Izquierda                        | Socialismo democrático | Janine Wissler    | Dietmar Bartsch   | [ 44 ] |
|            | Grüne      | Alianza 90/Los Verdes               | Política verde         | Annalena Baerbock | Annalena Baerbock | [ 45 ] |

### Elecciones para los candidatos a la cancillería
Después de la elección del ministro-presidente de Renania del Norte-Westfalia, Armin Laschet, como presidente federal de la CDU en enero de 2021, se convirtió en el presunto candidato a canciller de la CDU/CSU. Sin embargo, fue desafiado por el ministro-presidente de Baviera, Markus Söder, de la CSU, quien constantemente obtuvo buenos resultados en las encuestas de popularidad y había sido discutido como un candidato potencial desde mediados de 2020. A medida que la competencia se intensificó en marzo/abril de 2021, Söder fue respaldado por la CSU, así como por algunas asociaciones locales y estatales de la CDU, mientras que Laschet recibió el apoyo de la mayoría de la CDU. Los dos hombres no llegaron a un acuerdo antes de la fecha límite señalada del 19 de abril, lo que llevó a la junta federal de la CDU a celebrar una reunión improvisada para salir del punto muerto. La junta votó 31 a 9 a favor de Laschet. Después de la votación, Söder anunció su apoyo a Laschet como candidato a canciller.
El 10 de agosto de 2020, el Partido Socialdemócrata nombró al actual vicecanciller y ministro de Finanzas Olaf Scholz como su principal candidato para las elecciones. Scholz, quien se desempeñó como alcalde de Hamburgo de 2011 a 2018, buscó sin éxito el liderazgo del SPD en las elecciones de liderazgo de 2019. Scholz fue elegido formalmente en una conferencia del partido del 8 al 9 de mayo de 2021, con el apoyo del 96% de los delegados.
Los principales candidatos de la AfD fueron elegidos mediante una votación de militantes celebrada del 17 al 24 de mayo de 2021. La candidatura del copresidente del partido, Tino Chrupalla, y la colíder del grupo parlamentario en el Bundestag, Alice Weidel, fueron elegidas con el 71% de los votos; se opusieron a la candidatura del exteniente general de la Luftwaffe Joachim Wundrak y la diputada Joana Cotar, que ganó el 24%. Se emitieron 14.815 votos, lo que corresponde a una participación del 48%.
El 21 de marzo, la asociación del FDP en Renania del Norte-Westfalia eligió al presidente federal Christian Lindner como principal candidato para la lista del partido en ese estado. Fue reelegido como presidente federal del partido en un congreso el 14 de mayo, obteniendo el 93% de los votos sin oponente. La votación también sirvió para confirmarlo como candidato principal para las elecciones federales.
Die Linke anunció a Janine Wissler y Dietmar Bartsch como sus candidatos principales el 2 de mayo de 2021. Wissler fue elegida colíder del partido federal a principios de año junto con Susanne Hennig-Wellsow, quien decidió no buscar una candidatura. Bartsch había copresidido el grupo parlamentario del partido en el Bundestag desde 2015, y anteriormente fue uno de los candidatos principales en las elecciones federales de 2017. Wissler y Bartsch fueron seleccionados formalmente por el ejecutivo del partido del 8 al 9 de mayo, recibiendo el 87% de los votos.
Debido a su aumento en las encuestas de opinión nacionales desde 2018, se esperaba que Los Verdes renunciaran a la tradicional candidatura de doble liderazgo a favor de seleccionar un solo candidato a Canciller. Los colíderes del partido Annalena Baerbock y Robert Habeck fueron considerados los únicos candidatos plausibles. Annalena Baerbock fue anunciada como candidata a canciller el 19 de abril.

## Partidos participantes
En las elecciones federales participan un total de 47 partidos, 40 de ellos con listas estatales. Once partidos compiten a nivel nacional con las listas estatales (SPD, AfD, FDP, La Izquierda, Votantes Libres, Die PARTEI, Tierschutzpartei, NPD, ÖDP, MLPD y Volt), cinco más en 15 de los 16 estados federales (incluida la CDU - no en Baviera - y los Verdes - no en Sarre). Once partidos solo compiten en un estado federado con una lista estatal (incluida la CSU solo en Baviera). Dependiendo del estado federado, se puede elegir entre 15 (en Sarre) y 27 (en Renania del Norte-Westfalia) listas estatales.
En la siguiente tabla, las listas estatales de los partidos están marcadas con un fondo verde; los candidatos directos se muestran como un número.
| Partido                                                                                             | BW | BY | BE | BB | HB | HH | HE | MV | NI | NW | RP | SL | SN | SA | SH | TH |
| --------------------------------------------------------------------------------------------------- | -- | -- | -- | -- | -- | -- | -- | -- | -- | -- | -- | -- | -- | -- | -- | -- |
| Unión Demócrata Cristiana (CDU)                                                                     | 38 | –  | 12 | 10 | 2  | 6  | 22 | 6  | 30 | 64 | 15 | 4  | 16 | 9  | 11 | 8  |
| Partido Socialdemócrata (SPD)                                                                       | 38 | 46 | 12 | 10 | 2  | 6  | 22 | 6  | 30 | 64 | 15 | 4  | 16 | 9  | 11 | 8  |
| Alternativa para Alemania (AfD)                                                                     | 38 | 44 | 12 | 10 | 2  | 6  | 22 | 6  | 27 | 63 | 15 | 4  | 16 | 9  | 11 | 8  |
| Partido Democrático Libre (FDP)                                                                     | 38 | 46 | 12 | 10 | 2  | 6  | 22 | 6  | 30 | 64 | 15 | 4  | 16 | 9  | 11 | 8  |
| Die Linke (DIE LINKE)                                                                               | 38 | 45 | 12 | 10 | 2  | 6  | 22 | 6  | 30 | 64 | 14 | 4  | 16 | 9  | 11 | 8  |
| Alianza 90/Los Verdes (GRÜNE)                                                                       | 38 | 46 | 12 | 10 | 2  | 6  | 22 | 6  | 30 | 64 | 15 | 4  | 16 | 9  | 11 | 8  |
| Unión Social Cristiana (CSU)                                                                        | –  | 46 | –  | –  | –  | –  | –  | –  | –  | –  | –  | –  | –  | –  | –  | –  |
| Freie Wähler (FREIE WÄHLER)                                                                         | 38 | 46 | 7  | 9  | 2  | 5  | 21 | 6  | 22 | 57 | 15 | 4  | 12 | 8  | 11 | 6  |
| Die PARTEI (PARTEI)                                                                                 | 33 | 31 | 12 | 9  | 2  | 2  | 9  | 2  | 8  | 52 | 10 | 4  | 11 | 2  | 7  | 7  |
| Partido Ser Humano, Medio Ambiente y Protección de los Animales (Tierschutzpartei)                  | 8  | 6  | 12 | 1  | 1  | –  | –  | 3  | 9  | 3  | 3  | –  | –  | 1  | –  | –  |
| Partido Nacionaldemócrata de Alemania (NPD)                                                         | –  | 1  | –  | –  | –  | 4  | –  | –  | –  | –  | –  | –  | –  | –  | –  | –  |
| Partido Pirata de Alemania (PIRATEN)                                                                | 3  | 6  | 6  | 5  | 1  | 2  | 4  | 3  | 8  | 4  | 1  | –  | 3  | –  | –  | 1  |
| Partido Ecológico-Democrático (ÖDP)                                                                 | 16 | 46 | 10 | 7  | 2  | 5  | –  | –  | 5  | 2  | 9  | 4  | 13 | 1  | –  | 4  |
| V-Partei³ (V-Partei³)                                                                               | 1  | 11 | –  | –  | 1  | –  | –  | –  | 1  | 1  | –  | –  | 2  | –  | 1  | –  |
| Democracia en Movimiento (DiB)                                                                      | 6  | –  | –  | –  | –  | –  | –  | –  | –  | –  | –  | –  | –  | –  | –  | –  |
| Partido de Baviera (BP)                                                                             | –  | 24 | –  | –  | –  | –  | –  | –  | –  | –  | –  | –  | –  | –  | –  | –  |
| Alianza por los Derechos Humanos, la Protección de los Animales y la Naturaleza (Tierschutzallianz) | –  | –  | –  | –  | –  | –  | –  | –  | –  | –  | –  | –  | –  | 2  | –  | –  |
| Partido Marxista-Leninista de Alemania (MLPD)                                                       | 22 | 9  | 7  | 1  | 2  | 6  | 5  | 4  | 6  | 31 | 1  | 1  | 4  | 2  | 2  | 8  |
| Partido para la Investigación en Salud (Gesundheitsforschung)                                       | –  | –  | 2  | –  | –  | –  | –  | –  | –  | –  | –  | –  | 1  | –  | –  | –  |
| Partido Comunista Alemán (DKP)                                                                      | –  | –  | –  | 4  | –  | –  | 1  | –  | 2  | 12 | 1  | –  | –  | –  | 3  | –  |
| Mundo Humano (MENSCHLICHE WELT)                                                                     | 1  | –  | 1  | –  | –  | –  | –  | –  | –  | –  | –  | –  | –  | –  | –  | –  |
| Los Grises – Para Todas las Generaciones (Die Grauen)                                               | –  | –  | 1  | –  | –  | –  | –  | –  | –  | –  | –  | –  | –  | –  | –  | –  |
| Movimiento de Derechos Ciudadanos Solidaridad (BüSo)                                                | 2  | 5  | –  | –  | –  | –  | 1  | –  | –  | –  | –  | –  | 1  | –  | –  | –  |
| Partido de los Humanistas (Die Humanisten)                                                          | 10 | 3  | 3  | 1  | 2  | –  | 1  | –  | 1  | 1  | 1  | –  | 3  | –  | –  | –  |
| Partido del Jardín (Gartenpartei)                                                                   | –  | –  | –  | –  | –  | –  | –  | –  | –  | –  | –  | –  | –  | 1  | –  | –  |
| Los Urbanos. Un Partido del HipHop (du.)                                                            | –  | 2  | 1  | –  | –  | –  | –  | –  | –  | –  | –  | –  | –  | –  | 3  | –  |
| Partido de la Igualdad Social (SGP)                                                                 | –  | –  | –  | –  | –  | –  | –  | –  | –  | –  | –  | –  | –  | –  | –  | –  |
| Partido Democrático de Base de Alemania (dieBasis)                                                  | 36 | 46 | 11 | 10 | 2  | 6  | 21 | 5  | 27 | 60 | 15 | 4  | 16 | 9  | 11 | 7  |
| Alianza C - Cristianos para Alemania (Bündnis C)                                                    | 1  | 2  | –  | –  | –  | –  | 4  | –  | –  | 2  | –  | –  | 2  | –  | –  | –  |
| El III camino (III. Weg)                                                                            | –  | –  | –  | –  | –  | –  | –  | –  | –  | –  | –  | –  | 1  | –  | –  | –  |
| Movimiento Ciudadano por El Progreso y el Cambio (BÜRGERBEWEGUNG)                                   | 3  | –  | –  | –  | –  | –  | –  | –  | –  | –  | –  | –  | –  | –  | –  | –  |
| Los Rosas/Alianza21 (BÜNDNIS21)                                                                     | –  | –  | 1  | –  | –  | –  | 1  | –  | –  | –  | –  | –  | –  | –  | –  | –  |
| Partido Europeo Amor (LIEBE)                                                                        | –  | –  | –  | –  | –  | –  | –  | –  | –  | 1  | –  | –  | –  | –  | –  | –  |
| Reformadores Liberal-Conservadores (LKR)                                                            | 3  | 7  | 10 | –  | –  | 1  | 1  | –  | 8  | 7  | 3  | –  | 4  | –  | 6  | 2  |
| Partido del Progreso (PdF)                                                                          | –  | –  | –  | –  | –  | –  | –  | –  | –  | –  | –  | –  | –  | –  | –  | –  |
| Asociación de Votantes del Schleswig Meridional (SSW)                                               | –  | –  | –  | –  | –  | –  | –  | –  | –  | –  | –  | –  | –  | –  | 5  | –  |
| Equipo Todenhöfer – El Partido de la Justicia (Team Todenhöfer)                                     | –  | 2  | 1  | –  | –  | –  | –  | –  | –  | –  | –  | –  | –  | –  | –  | –  |
| Unabhängige ... für bürgernahe Demokratie (UNABHÄNGIGE)                                             | –  | 2  | –  | 3  | –  | –  | 1  | 1  | –  | 2  | 2  | –  | –  | –  | –  | –  |
| Volt Alemania (Volt)                                                                                | 13 | 12 | 2  | 1  | 1  | 3  | 5  | –  | –  | 15 | 10 | –  | –  | –  | 2  | –  |
| Lobistas para los Niños (LfK)                                                                       | –  | –  | –  | –  | –  | –  | –  | –  | –  | –  | –  | –  | –  | –  | –  | –  |
| Panteras Grises (Graue)                                                                             | –  | –  | –  | –  | –  | –  | –  | –  | –  | –  | –  | –  | –  | –  | –  | 1  |
| Lista del Clima de Baden-Württemberg (Klimaliste)                                                   | 7  | –  | –  | –  | –  | –  | –  | –  | –  | –  | –  | –  | –  | –  | –  | –  |
| A partir de ahora... Democracia a través de Plebiscito (Volksabstimmung)                            | –  | –  | –  | –  | –  | –  | –  | –  | –  | 2  | –  | –  | –  | –  | –  | –  |
| Partido de las Familias de Alemania (Familie)                                                       | –  | –  | –  | 1  | –  | –  | –  | –  | –  | –  | –  | –  | –  | –  | –  | –  |
| Thüringer Heimatpartei                                                                              | –  | –  | –  | –  | –  | –  | –  | –  | –  | –  | –  | –  | –  | –  | –  | 1  |
| Bergpartei, die "ÜberPartei"                                                                        | –  | –  | 1  | –  | –  | –  | –  | –  | –  | –  | –  | –  | –  | –  | –  | –  |
| Los Otros                                                                                           | –  | –  | 1  | –  | –  | –  | –  | –  | –  | –  | –  | –  | –  | –  | –  | –  |
| Independientes                                                                                      | 15 | 26 | 9  | 18 | –  | 2  | 15 | 2  | 21 | 31 | 22 | 1  | 22 | 7  | 2  | 3  |

## Campaña

### Inundaciones
En julio de 2021, las grandes inundaciones en Europa volvieron a poner el tema del clima en la agenda. El Partido Socialdemócrata (SPD) pidió que "se haga todo lo posible para detener el calentamiento global", mientras que la CDU/CSU quería "acelerar las medidas de protección climática". A finales de julio, el 56% de los alemanes creía que las inundaciones hicieron que la lucha contra el cambio climático fuera "incluso más importante que antes", y el 73% creía que el gobierno no estaba haciendo lo suficiente en esta área; sólo los partidarios de Alternativa para Alemania (AfD) tenían una opinión abrumadoramente opuesta. Después de esos hechos, seis personas menores de 30 años iniciaron una huelga de hambre frente al edificio del Reichstag para fines de agosto. Exigieron un diálogo sincero con los líderes de los principales partidos políticos antes de las elecciones y el establecimiento de una convención ciudadana para decidir sobre medidas ambiciosas para el clima.
Durante las mortíferas inundaciones alemanas de julio de 2021, mientras visitaba Erftstadt el 18 de julio, Armin Laschet, candidato a canciller de la CDU/CSU, fue captado por las cámaras  riendo y haciendo bromas mientras el presidente Frank-Walter Steinmeier hablaba. Laschet fue muy criticado a pesar de su disculpa: "Fue una estupidez y no debería haber sucedido y lo lamento". Los números de la CDU/CSU y Laschet sufrieron mucho en las encuestas de opinión y el SPD tomó la delantera.
Mientras caía la CDU/CSU y el SPD aumentaba en las encuestas, una coalición roji-roji-verde entre el Partido Socialdemócrata (SPD), Alianza 90/Los Verdes (B'90/Die Grünen) y La Izquierda (Die Linke) a nivel federal era temida por los conservadores, pues se convirtió en una posibilidad numérica, aunque no era probable que esta coalición se materializara. Se produjo una fuga de capitales a Suiza por temor a un aumento de los impuestos para los muy ricos a través de impuestos sobre sucesiones más elevados y un impuesto sobre el patrimonio.

### Debate sobre coalición roji-roji-verde
La CDU/CSU promovió un "miedo rojo", a pesar de que el jefe de dicha coalición sería el candidato a canciller del SPD, el moderado y pragmático Ministro Federal de Finanzas Olaf Scholz, quien promocionó su exitosa cooperación en la gran coalición, como el sucesor natural de la saliente Angela Merkel, y no descartó una coalición de izquierda tanto para atraer a la facción izquierdista del SPD como para aumentar su influencia en las conversaciones postelectorales. El SPD ya se había abierto a Die Linke en 2013, solo descartando a Alternativa para Alemania (AfD), y una coalición roji-roji-verde había liderado hasta el momento varios gobiernos estatales. La canciller Merkel comentó: "Conmigo como canciller nunca habría una coalición con el partido Die Linke, y si esto se puede decir de Olaf Scholz o no, sigue abierto". El candidato principal de la CDU, Armin Laschet, dijo: "Ya no es un truco si estas personas se sientan en la mesa del gabinete o no." El líder de la CSU, Markus Söder, declaró: "Todo el mundo sabe que Olaf Scholz quiere moverse hacia la izquierda". El secretario general del SPD, Lars Klingbeil, criticó a la CDU por tolerar un giro a la derecha. Scholz había declarado anteriormente que no habría movimiento hacia la izquierda, ya que aquellos que votarían por él "pueden estar seguros de obtenerlo exactamente como lo han conocido durante los últimos años".
Durante la campaña, Scholz rechazó los recortes de impuestos para los ricos como inmorales, se comprometió a "aumentar los impuestos a los ricos, gastar en tecnología más limpia y expandir los programas sociales", y un aumento del salario mínimo a 12 euros ($ 14); en general, hubo un amplio acuerdo entre los partidos de izquierda en temas como el cambio climático, la educación, las finanzas, la salud y los impuestos más altos para los ricos, y Die Linke era más proeuropea que los partidos de izquierda similares como Francia Insumisa (FI), mientras que los temas en desacuerdo eran la política exterior y la seguridad. Escribiendo para The Guardian, Philip Oltermann comentó: "Paradójicamente, algunos socialdemócratas ven tales puntos en común como un obstáculo en lugar de una bendición para un acuerdo efectivo de reparto de poder: dado que los tres partidos ya piden un impuesto a la riqueza, por ejemplo, no está claro qué política Die Linke podría vender a sus partidarios como una victoria, incluso si tuviera en sus manos el codiciado Ministerio de Trabajo". Tanto el SPD como los Verdes no hablaron mucho sobre el tema, pero no lo descartaron en público, aunque en privado eran más escépticos. Un delegado del SPD fue citado diciendo: "Para preparar el terreno para una coalición robusta y funcional, debe asegurarse de que nadie salga de las conversaciones pareciendo un perdedor. Eso es bastante difícil con dos, pero se vuelve aún más difícil cuando tienes tres parejas". Oltermann postuló que Die Linke podría ver la entrada en el gobierno federal como "una última oportunidad para revertir el declive del partido, incluso si eso significa mover algunas de sus líneas rojas de antaño".
En su programa electoral, La Izquierda (Die Linke) pidió la abolición de la OTAN en favor de un "sistema de seguridad colectiva con la participación de Rusia", a lo que Sholz dijo que este es un ejemplo de criterios mínimos para gobernar que no es negociable. Los principales candidatos de Die Linke declararon que esas demandas son un tributo a las raíces antiimperialistas históricas del partido en lugar de reflejar las ambiciones de gobernar a nivel federal, y que una discusión sobre el futuro de la OTAN estaba siendo dirigida por centristas como el presidente francés Emmanuel Macron. El partido respondió respecto a la demanda anti-OTAN contenida en sus medidas políticas inmediatas y Janine Wissler declaró que la política exterior era más que la OTAN. Gregor Gysi, miembro del ala izquierda del partido, declaró que tales demandas son más una visión, no deben implementarse lo antes posible y no deben verse como una condición previa inflexible para una coalición de izquierda.
A medida que persisten problemas importantes, a lo largo de los años se han hecho intentos entre los delegados dispuestos de ambos partidos sobre cómo podrían resolverse esos problemas en una coalición; la solución de una votación interna que preceda a las votaciones de política exterior, como los despliegues en el extranjero, en un análisis caso por caso fue considerada inviable por muchos en el SPD. Los Verdes ven las diferencias de política exterior con Die Linke tan grandes como los desacuerdos financieros y de deuda con el Partido Democrático Libre (FDP). La adhesión de Die Linke al gobierno federal rompería un tabú persistente en la política alemana, debido a ser el sucesor democrático del partido gobernante de Alemania Oriental, el Partido Socialista Unificado de Alemania (SED), y por su postura pacifista y antimilitarista, y podría verse como los siguientes ejemplos en España y Suecia. Una coalición semáforo (SPD-FDP-Verdes) fue vista como el escenario más probable, pero una coalición rojo-rojo-verde, que sería favorecida por el liderazgo de Die Linke y los miembros de base del partido, no fue excluida si las negociaciones de coalición con FDP fracasan debido a cuestiones como el aumento del salario mínimo o el impuesto a la riqueza.

### Debates
Por primera vez desde las elecciones federales de 2002, las cuatro principales emisoras de televisión ARD, ZDF, RTL y ProSieben/Sat.1 no celebraron un debate televisivo conjunto. Los debates separados fueron impedidos previamente por la actual canciller Angela Merkel, quien no se postuló para la reelección. Por primera vez en la historia, se celebraron grandes debates a tres bandas, ya que los Verdes fueron invitados después de superar a los socialdemócratas en las encuestas de opinión.
| Debates para las elecciones federales de 2021 | Debates para las elecciones federales de 2021 | Debates para las elecciones federales de 2021    | Debates para las elecciones federales de 2021    | Debates para las elecciones federales de 2021    | Debates para las elecciones federales de 2021    | Debates para las elecciones federales de 2021    | Debates para las elecciones federales de 2021    | Debates para las elecciones federales de 2021    |    |    |
| Fecha                                         | Televisora                                    | P Presente S Sustituto I Invitado NI No invitado | P Presente S Sustituto I Invitado NI No invitado | P Presente S Sustituto I Invitado NI No invitado | P Presente S Sustituto I Invitado NI No invitado | P Presente S Sustituto I Invitado NI No invitado | P Presente S Sustituto I Invitado NI No invitado | P Presente S Sustituto I Invitado NI No invitado |    |    |
| Fecha                                         | Televisora                                    | CDU                                              | SPD                                              | Grüne                                            | AfD                                              | FDP                                              | Linke                                            | CSU                                              |    |    |
| --------------------------------------------- | --------------------------------------------- | ------------------------------------------------ | ------------------------------------------------ | ------------------------------------------------ | ------------------------------------------------ | ------------------------------------------------ | ------------------------------------------------ | ------------------------------------------------ | -- | -- |
| Fecha                                         | Televisora                                    | 17 de mayo de 2021                               | RBB Fernsehen                                    | NI                                               | P Scholz                                         | P Baerbock                                       | NI                                               | NI                                               | NI | NI |
| 20 de mayo de 2021                            | WDR, tagesschau24                             | P Laschet                                        | P Scholz                                         | P Baerbock                                       | NI                                               | NI                                               | NI                                               | NI                                               |    |    |
| 26 de junio de 2021                           | tagesschau24                                  | P Laschet                                        | P Scholz                                         | P Baerbock                                       | NI                                               | NI                                               | NI                                               | NI                                               |    |    |
| 29 de agosto de 2021                          | RTL, n-tv                                     | P Laschet                                        | P Scholz                                         | P Baerbock                                       | NI                                               | NI                                               | NI                                               | NI                                               |    |    |
| 30 de agosto de 2021                          | ZDF                                           | S Spahn                                          | S Giffey                                         | S Göring-Eckardt                                 | P Weidel                                         | P Lindner                                        | P Bartsch                                        | P Dobrindt                                       |    |    |
| 12 de septiembre de 2021                      | Das Erste, ZDF                                | P Laschet                                        | P Scholz                                         | P Baerbock                                       | NI                                               | NI                                               | NI                                               | NI                                               |    |    |
| 13 de septiembre de 2021                      | ZDF                                           | NI                                               | NI                                               | NI                                               | P Weidel                                         | S Kubicki                                        | P Wissler                                        | S Blume                                          |    |    |
| 13 de septiembre de 2021                      | Das Erste                                     | NI                                               | NI                                               | NI                                               | P Weidel                                         | P Lindner                                        | P Wissler                                        | P Dobrindt                                       |    |    |
| 19 de septiembre de 2021                      | ProSieben, Sat.1, Kabel eins                  | P Laschet                                        | P Scholz                                         | P Baerbock                                       | NI                                               | NI                                               | NI                                               | NI                                               |    |    |
| 23 de septiembre de 2021                      | Das Erste, ZDF                                | P Laschet                                        | P Scholz                                         | P Baerbock                                       | P Weidel                                         | P Lindner                                        | P Wissler                                        | P Söder                                          |    |    |

## Encuestas

### Boca de urna
| Encuesta                | Fecha       | Muestra | SPD             | CDU/CSU     | Grüne | FDP | AfD | Linke | Otros |    |    |   |   |
| ----------------------- | ----------- | ------- | --------------- | ----------- | ----- | --- | --- | ----- | ----- | -- | -- | - | - |
| Encuesta                | Fecha       | Muestra | Infratest dimap | 26 Sep 2021 | –     | 25  | 25  | 15    | Otros | 11 | 11 | 5 | 8 |
| Forschungsgruppe Wahlen | 26 Sep 2021 | –       | 26              | 24          | 14.5  | 12  | 10  | 5     | 8.5   |    |    |   |   |

### Encuestas
| Encuesta                | Fecha                 | Muestra | SPD               | CDU/CSU        | Grüne | FDP  | AfD  | Linke | Otros |    |    |   |   |
| ----------------------- | --------------------- | ------- | ----------------- | -------------- | ----- | ---- | ---- | ----- | ----- | -- | -- | - | - |
| Encuesta                | Fecha                 | Muestra | Wahlkreisprognose | 22–24 Sep 2021 | 1,400 | 25.5 | 22.5 | 14    | Otros | 12 | 11 | 7 | 8 |
| Ipsos                   | 22–23 Sep 2021        | 2,000   | 26                | 22             | 16    | 12   | 11   | 7     | 6     |    |    |   |   |
| Forschungsgruppe Wahlen | 22–23 Sep 2021        | 1,273   | 25                | 23             | 16.5  | 11   | 10   | 6     | 8.5   |    |    |   |   |
| Forsa                   | 20–23 Sep 2021        | 2,002   | 25                | 22             | 17    | 12   | 10   | 6     | 8     |    |    |   |   |
| Allensbach              | 16–23 Sep 2021        | 1,554   | 26                | 25             | 16    | 10.5 | 10   | 5     | 7.5   |    |    |   |   |
| Civey                   | 16–23 Sep 2021        | 10,012  | 25                | 23             | 16    | 12   | 10   | 6     | 8     |    |    |   |   |
| YouGov                  | 16–22 Sep 2021        | 2,364   | 25                | 21             | 14    | 11   | 12   | 7     | 9     |    |    |   |   |
| Wahlkreisprognose       | 20–21 Sep 2021        | 1,801   | 25                | 21.5           | 15    | 12.5 | 11   | 6.5   | 8.5   |    |    |   |   |
| Kantar                  | 15–21 Sep 2021        | 1,433   | 25                | 21             | 16    | 11   | 11   | 7     | 9     |    |    |   |   |
| INSA                    | 17–20 Sep 2021        | 2,054   | 25                | 22             | 15    | 12   | 11   | 6.5   | 8.5   |    |    |   |   |
| Forsa                   | 14–20 Sep 2021        | 2,502   | 25                | 22             | 17    | 11   | 11   | 6     | 8     |    |    |   |   |
| INSA                    | 13–17 Sep 2021        | 1,502   | 26                | 21             | 15    | 12   | 11   | 6     | 9     |    |    |   |   |
| Ipsos                   | 15–16 Sep 2021        | 2,000   | 27                | 21             | 18    | 10   | 11   | 7     | 6     |    |    |   |   |
| Forschungsgruppe Wahlen | 14–16 Sep 2021        | 1,406   | 25                | 22             | 16    | 11   | 11   | 6     | 9     |    |    |   |   |
| Trend Research          | 13–16 Sep 2021        | 1,097   | 27                | 22             | 15    | 12   | 11   | 7     | 8     |    |    |   |   |
| Infratest dimap         | 13–15 Sep 2021        | 1,512   | 26                | 22             | 15    | 11   | 11   | 6     | 9     |    |    |   |   |
| Wahlkreisprognose       | 13–15 Sep 2021        | 1,400   | 27                | 20             | 15    | 12.5 | 11   | 6.5   | 8     |    |    |   |   |
| Civey                   | 8–15 Sep 2021         | 10,029  | 25                | 23             | 17    | 12   | 10   | 6     | 7     |    |    |   |   |
| YouGov                  | 9–14 Sep 2021         | 1,816   | 25                | 20             | 15    | 10   | 11   | 8     | 10    |    |    |   |   |
| Kantar                  | 8–14 Sep 2021         | 1,543   | 26                | 20             | 17    | 11   | 12   | 6     | 8     |    |    |   |   |
| INSA                    | 10–13 Sep 2021        | 2,062   | 26                | 20.5           | 15    | 12.5 | 11.5 | 6.5   | 8     |    |    |   |   |
| GMS                     | 8–13 Sep 2021         | 1,003   | 25                | 23             | 16    | 13   | 11   | 6     | 6     |    |    |   |   |
| Forsa                   | 7–13 Sep 2021         | 2,501   | 25                | 21             | 17    | 11   | 11   | 6     | 9     |    |    |   |   |
| INSA                    | 6–10 Sep 2021         | 1,152   | 26                | 20             | 15    | 13   | 11   | 6     | 9     |    |    |   |   |
| Forschungsgruppe Wahlen | 7–9 Sep 2021          | 1,281   | 25                | 22             | 17    | 11   | 11   | 6     | 8     |    |    |   |   |
| Kantar                  | 1–7 Sep 2021          | 1,901   | 25                | 21             | 17    | 12   | 12   | 6     | 7     |    |    |   |   |
| Wahlkreisprognose       | 6–8 Sep 2021          | 1,208   | 28                | 19             | 14    | 12   | 11   | 6     | 10    |    |    |   |   |
| Civey                   | 31 Aug–8 Sep 2021     | 10,082  | 25                | 23             | 17    | 11   | 11   | 6     | 7     |    |    |   |   |
| YouGov                  | 3–7 Sep 2021          | 1,700   | 26                | 21             | 15    | 10   | 12   | 6     | 10    |    |    |   |   |
| Allensbach              | 1–7 Sep 2021          | 1,258   | 27                | 25             | 15.5  | 9.5  | 11   | 6     | 6     |    |    |   |   |
| INSA                    | 3–6 Sep 2021          | 2,052   | 26                | 20.5           | 15.5  | 12.5 | 11   | 6.5   | 8     |    |    |   |   |
| GMS                     | 1–6 Sep 2021          | 1,004   | 25                | 23             | 17    | 12   | 11   | 6     | 6     |    |    |   |   |
| Forsa                   | 31 Ago–6 Sep 2021     | 2,505   | 25                | 19             | 17    | 13   | 11   | 6     | 9     |    |    |   |   |
| INSA                    | 30 Ago–3 Sep 2021     | 1,427   | 25                | 20             | 16    | 13   | 12   | 7     | 7     |    |    |   |   |
| Forschungsgruppe Wahlen | 31 Ago–2 Sep 2021     | 1,301   | 25                | 22             | 17    | 11   | 11   | 7     | 7     |    |    |   |   |
| Infratest dimap         | 30 Ago–1 Sep 2021     | 1,337   | 25                | 20             | 16    | 13   | 12   | 6     | 8     |    |    |   |   |
| Wahlkreisprognose       | 30–31 Ago 2021        | 2,340   | 27                | 19.5           | 15.5  | 13   | 10.5 | 6.5   | 8     |    |    |   |   |
| Kantar                  | 25–31 Ago 2021        | 1,439   | 25                | 21             | 19    | 11   | 11   | 7     | 6     |    |    |   |   |
| INSA                    | 27–30 Ago 2021        | 2,015   | 25                | 20             | 16.5  | 13.5 | 11   | 7     | 7     |    |    |   |   |
| Forsa                   | 24–30 Ago 2021        | 2,508   | 23                | 21             | 18    | 12   | 11   | 6     | 9     |    |    |   |   |
| Ipsos                   | 28–29 Ago 2021        | 2,001   | 25                | 21             | 19    | 11   | 11   | 7     | 6     |    |    |   |   |
| INSA                    | 23–27 Ago 2021        | 1,247   | 24                | 21             | 17    | 13   | 11   | 6     | 8     |    |    |   |   |
| Forschungsgruppe Wahlen | 24–26 Ago 2021        | 1,300   | 22                | 22             | 20    | 10   | 11   | 6     | 9     |    |    |   |   |
| Allensbach              | 18–26 Ago 2021        | 1,038   | 24                | 26             | 17    | 10.5 | 10.5 | 6     | 6     |    |    |   |   |
| Civey                   | 18–25 Ago 2021        | 10,054  | 22                | 22             | 18    | 12   | 12   | 7     | 7     |    |    |   |   |
| YouGov                  | 20–24 Ago 2021        | 1,689   | 24                | 22             | 16    | 13   | 11   | 8     | 7     |    |    |   |   |
| Kantar                  | 18–24 Ago 2021        | 1,919   | 23                | 23             | 18    | 12   | 11   | 7     | 6     |    |    |   |   |
| INSA                    | 20–23 Ago 2021        | 2,119   | 23                | 23             | 17    | 13   | 11   | 7     | 6     |    |    |   |   |
| Forsa                   | 16–23 Ago 2021        | 2,504   | 23                | 22             | 18    | 12   | 10   | 6     | 9     |    |    |   |   |
| INSA                    | 16–20 Ago 2021        | 1,352   | 22                | 22             | 17    | 13   | 12   | 7     | 7     |    |    |   |   |
| Infratest dimap         | 17–18 Ago 2021        | 1,219   | 21                | 23             | 17    | 13   | 11   | 7     | 8     |    |    |   |   |
| Trend Research          | 12–18 Ago 2021        | 1,798   | 21                | 23             | 17    | 13   | 12   | 7     | 8     |    |    |   |   |
| Civey                   | 11–18 Ago 2021        | 10,117  | 19                | 24             | 20    | 12   | 11   | 7     | 7     |    |    |   |   |
| Wahlkreisprognose       | 14–17 Ago 2021        | 2,005   | 22                | 22             | 17.5  | 11   | 11   | 7     | 9.5   |    |    |   |   |
| Kantar                  | 11–17 Ago 2021        | 1,920   | 21                | 22             | 19    | 12   | 11   | 7     | 8     |    |    |   |   |
| Allensbach              | 5–17 Ago 2021         | 1,018   | 19.5              | 27.5           | 17.5  | 11   | 11   | 7.5   | 6     |    |    |   |   |
| INSA                    | 13–16 Ago 2021        | 2,080   | 20                | 25             | 17.5  | 12.5 | 11   | 6.5   | 7.5   |    |    |   |   |
| INSA                    | 9–13 Ago 2021         | 1,450   | 20                | 25             | 18    | 12   | 11   | 7     | 7     |    |    |   |   |
| Forschungsgruppe Wahlen | 10–12 Ago 2021        | 1,252   | 19                | 26             | 19    | 11   | 11   | 7     | 7     |    |    |   |   |
| Kantar                  | 4–10 Ago 2021         | 1,446   | 19                | 22             | 21    | 12   | 11   | 7     | 8     |    |    |   |   |
| INSA                    | 6–9 Ago 2021          | 2,118   | 17.5              | 25.5           | 17.5  | 12.5 | 11.5 | 6.5   | 9     |    |    |   |   |
| Forsa                   | 3–9 Ago 2021          | 2,509   | 19                | 23             | 20    | 12   | 10   | 7     | 9     |    |    |   |   |
| INSA                    | 2–6 Ago 2021          | 2,002   | 18                | 26             | 18    | 12   | 11   | 7     | 8     |    |    |   |   |
| Infratest dimap         | 2–4 Ago 2021          | 1,312   | 18                | 27             | 19    | 12   | 10   | 6     | 8     |    |    |   |   |
| Kantar                  | 28 Jul–3 Ago 2021     | 1,413   | 18                | 24             | 22    | 13   | 11   | 6     | 6     |    |    |   |   |
| INSA                    | 30 Jul–2 Ago 2021     | 2,080   | 11                | 27.5           | 18    | 7    | 13   | 18    | 5.5   |    |    |   |   |
| Forsa                   | 27 Jul–2 Ago 2021     | 2,502   | 16                | 26             | 20    | 13   | 10   | 6     | 9     |    |    |   |   |
| Ipsos                   | 21–31 Jul 2021        | 2,002   | 18                | 27             | 20    | 10   | 11   | 7     | 7     |    |    |   |   |
| INSA                    | 26–30 Jul 2021        | 1,196   | 17                | 27             | 18    | 13   | 11   | 6     | 8     |    |    |   |   |
| Forschungsgruppe Wahlen | 27–29 Jul 2021        | 1,268   | 16                | 28             | 21    | 10   | 11   | 7     | 7     |    |    |   |   |
| GMS                     | 21–27 Jul 2021        | 1,003   | 15                | 30             | 18    | 12   | 10   | 7     | 8     |    |    |   |   |
| INSA                    | 23–26 Jul 2021        | 2,007   | 17.5              | 27             | 17.5  | 13   | 12   | 6     | 7     |    |    |   |   |
| Forsa                   | 20–26 Jul 2021        | 2,501   | 15                | 26             | 21    | 13   | 10   | 7     | 8     |    |    |   |   |
| INSA                    | 19–23 Jul 2021        | 1,316   | 17                | 27             | 18    | 13   | 11   | 7     | 7     |    |    |   |   |
| Infratest dimap         | 20–21 Jul 2021        | 1,188   | 16                | 29             | 19    | 12   | 10   | 6     | 8     |    |    |   |   |
| Kantar                  | 14–20 Jul 2021        | 1,421   | 16                | 28             | 19    | 12   | 11   | 7     | 7     |    |    |   |   |
| INSA                    | 16–19 Jul 2021        | 2,064   | 16.5              | 29             | 18    | 12   | 11.5 | 6     | 7     |    |    |   |   |
| Forsa                   | 13–19 Jul 2021        | 2,503   | 16                | 28             | 19    | 12   | 10   | 7     | 8     |    |    |   |   |
| INSA                    | 12–16 Jul 2021        | 1,354   | 17                | 28             | 18    | 12   | 11   | 7     | 7     |    |    |   |   |
| Forschungsgruppe Wahlen | 13–15 Jul 2021        | 1,224   | 15                | 30             | 20    | 10   | 10   | 7     | 8     |    |    |   |   |
| Allensbach              | 3–14 Jul 2021         | 1,028   | 16.5              | 31.5           | 18    | 12   | 9.5  | 6.5   | 6     |    |    |   |   |
| Kantar                  | 7–13 Jul 2021         | 1,495   | 15                | 28             | 20    | 11   | 11   | 8     | 7     |    |    |   |   |
| INSA                    | 9–12 Jul 2021         | 2,087   | 17                | 28             | 17    | 12.5 | 11   | 7     | 7.5   |    |    |   |   |
| Forsa                   | 6–12 Jul 2021         | 2,502   | 15                | 30             | 19    | 12   | 9    | 7     | 8     |    |    |   |   |
| INSA                    | 5–9 Jul 2021          | 1,352   | 17                | 28             | 17    | 12   | 11   | 8     | 7     |    |    |   |   |
| Kantar                  | 29 Jun–6 Jul 2021     | 1,405   | 15                | 29             | 19    | 11   | 11   | 8     | 7     |    |    |   |   |
| INSA                    | 2–5 Jul 2021          | 2,056   | 16.5              | 29             | 18    | 12.5 | 10   | 7     | 7     |    |    |   |   |
| Forsa                   | 29 Jun–5 Jul 2021     | 2,505   | 15                | 30             | 19    | 11   | 10   | 7     | 8     |    |    |   |   |
| INSA                    | 28 Jun–2 Jul 2021     | 1,352   | 17                | 28             | 18    | 12   | 10   | 7     | 8     |    |    |   |   |
| Infratest dimap         | 28–30 Jun 2021        | 1,317   | 15                | 28             | 20    | 11   | 11   | 7     | 8     |    |    |   |   |
| Kantar                  | 23–29 Jun 2021        | 1,418   | 16                | 28             | 20    | 10   | 11   | 7     | 8     |    |    |   |   |
| YouGov                  | 25–28 Jun 2021        | 1,648   | 15                | 30             | 19    | 11   | 11   | 7     | 7     |    |    |   |   |
| INSA                    | 25–28 Jun 2021        | 2,060   | 16                | 29.5           | 18    | 13   | 11   | 7.5   | 5     |    |    |   |   |
| Forsa                   | 22–28 Jun 2021        | 2,501   | 14                | 30             | 20    | 12   | 9    | 7     | 8     |    |    |   |   |
| Ipsos                   | 21–27 Jun 2021        | 2,002   | 15                | 28             | 21    | 11   | 10   | 8     | 7     |    |    |   |   |
| INSA                    | 21–25 Jun 2021        | 1,203   | 17                | 28             | 19    | 12   | 11   | 7     | 6     |    |    |   |   |
| Forschungsgruppe Wahlen | 22–24 Jun 2021        | 1,271   | 14                | 29             | 22    | 10   | 10   | 7     | 8     |    |    |   |   |
| Infratest dimap         | 22–23 Jun 2021        | 1,217   | 15                | 28             | 21    | 11   | 12   | 6     | 7     |    |    |   |   |
| Kantar                  | 15–22 Jun 2021        | 1,430   | 17                | 28             | 19    | 11   | 10   | 7     | 8     |    |    |   |   |
| Forsa                   | 15–21 Jun 2021        | 2 502   | 15                | 29             | 21    | 13   | 9    | 6     | 7     |    |    |   |   |
| INSA                    | 18–21 Jun 2021        | 2,082   | 15.5              | 28.5           | 19    | 14   | 10.5 | 7     | 5.5   |    |    |   |   |
| GMS                     | 16–21 Jun 2021        | 1,002   | 16                | 28             | 20    | 12   | 10   | 8     | 6     |    |    |   |   |
| Forsa                   | 15–21 Jun 2021        | 2.502   | 15                | 29             | 21    | 13   | 9    | 6     | 7     |    |    |   |   |
| INSA                    | 14–18 Jun 2021        | 1,502   | 16                | 28             | 20    | 13   | 11   | 6     | 6     |    |    |   |   |
| Kantar                  | 9–15 Jun 2021         | 1.413   | 17                | 27             | 20    | 12   | 10   | 7     | 7     |    |    |   |   |
| INSA                    | 11–14 Jun 2021        | 2,038   | 16.5              | 27.5           | 19.5  | 13.5 | 11   | 6     | 6     |    |    |   |   |
| INSA                    | 7–11 Jun 2021         | 1,401   | 16                | 27             | 20    | 13   | 11   | 7     | 6     |    |    |   |   |
| Infratest dimap         | 7–9 Jun 2021          | 1,316   | 14                | 28             | 20    | 12   | 12   | 7     | 7     |    |    |   |   |
| Forschungsgruppe Wahlen | 7–9 Jun 2021          | 1,232   | 15                | 28             | 22    | 10   | 11   | 7     | 7     |    |    |   |   |
| Kantar                  | 2–8 Jun 2021          | 1,421   | 16                | 26             | 21    | 13   | 11   | 7     | 6     |    |    |   |   |
| INSA                    | 4–7 Jun 2021          | 2,015   | 15.5              | 26.5           | 20.5  | 13.5 | 11   | 7     | 6     |    |    |   |   |
| Forsa                   | 1–7 Jun 2021          | 2,501   | 14                | 27             | 22    | 14   | 9    | 6     | 8     |    |    |   |   |
| INSA                    | 31 May–4 Jun 2021     | 1,380   | 17                | 26             | 21    | 12   | 12   | 6     | 6     |    |    |   |   |
| Kantar                  | 26 May–1 Jun 2021     | 1,419   | 16                | 24             | 22    | 13   | 11   | 7     | 7     |    |    |   |   |
| INSA                    | 28–31 de mayo de 2021 | 2,040   | 15.5              | 25.5           | 21.5  | 13.5 | 11   | 6.5   | 6.5   |    |    |   |   |
| Forsa                   | 25–31 de mayo de 2021 | 2,500   | 14                | 25             | 24    | 14   | 9    | 6     | 8     |    |    |   |   |
| INSA                    | 25–28 de mayo de 2021 | 1,301   | 16                | 25             | 22    | 13   | 12   | 7     | 5     |    |    |   |   |
| INSA                    | 21–25 de mayo de 2021 | 2,128   | 16                | 26             | 22    | 12.5 | 11.5 | 6.5   | 5.5   |    |    |   |   |
| Kantar                  | 19–25 de mayo de 2021 | 1,422   | 15                | 25             | 23    | 12   | 12   | 7     | 6     |    |    |   |   |
| Ipsos                   | 18–25 de mayo de 2021 | 2,014   | 13                | 25             | 23    | 11   | 13   | 9     | 6     |    |    |   |   |
| YouGov                  | 21–24 de mayo de 2021 | 1,706   | 15                | 26             | 22    | 12   | 11   | 7     | 7     |    |    |   |   |
| Última elección         | 24 Sep 2017           | –       | 20.5              | 32.9           | 8.9   | 10.7 | 12.6 | 9.2   | 5.0   |    |    |   |   |

## Resultados
|                                    |                                                                 |                    |                    |                    |                  |                  |                  |               |       |
| Partido                            | Partido                                                         | Distrito electoral | Distrito electoral | Distrito electoral | Lista de partido | Lista de partido | Lista de partido | Total escaños | +/–   |
| Partido                            | Partido                                                         | Votos              | %                  | Escaños            | Votos            | %                | Escaños          | Total escaños | +/–   |
|                                    | Partido Socialdemócrata de Alemania (SPD)                       | 12,234,690         | 26.4               | 121                | 11,955,434       | 25.7             | 85               | 206           | +53   |
|                                    | Unión Demócrata Cristiana de Alemania (CDU)                     | 10,451,524         | 22.5               | 98                 | 8,775,471        | 18.9             | 54               | 152           | −48   |
|                                    | Alianza 90/Los Verdes (GRÜNE)                                   | 6,469,081          | 14.0               | 16                 | 6,852,206        | 14.8             | 102              | 118           | +51   |
|                                    | Partido Democrático Libre (FDP)                                 | 4,042,951          | 8.7                | 0                  | 5,319,952        | 11.5             | 92               | 92            | +12   |
|                                    | Alternativa para Alemania (AfD)                                 | 4,695,611          | 10.1               | 16                 | 4,803,902        | 10.3             | 67               | 83            | −11   |
|                                    | Unión Social Cristiana de Baviera (CSU)                         | 2,788,048          | 6.0                | 45                 | 2,402,827        | 5.2              | 0                | 45            | −1    |
|                                    | La Izquierda (DIE LINKE)                                        | 2,307,536          | 5.0                | 3                  | 2,270,906        | 4.9              | 36               | 39            | −30   |
|                                    | Asociación de Votantes del Schleswig Meridional (SSW)           | 35,027             | 0.1                | 0                  | 55,578           | 0.1              | 1                | 1             | +1    |
|                                    |                                                                 |                    |                    |                    |                  |                  |                  |               |       |
|                                    | Votantes Libres                                                 | 1,334,739          | 2.9                | 0                  | 1,127,784        | 2.4              | 0                | 0             | 0     |
|                                    | Partido Ser Humano, Medio Ambiente y Protección de los Animales | 163,201            | 0.4                | 0                  | 675,353          | 1.5              | 0                | 0             | 0     |
|                                    | Partido Democrático de Base de Alemania                         | 735,451            | 1.6                | 0                  | 630,153          | 1.4              | 0                | 0             | Nuevo |
|                                    | Die PARTEI                                                      | 543,145            | 1.2                | 0                  | 461,570          | 1.0              | 0                | 0             | 0     |
|                                    | Equipo Todenhöfer                                               | 5,700              | 0.0                | 0                  | 214,535          | 0.5              | 0                | 0             | Nuevo |
|                                    | Partido Pirata de Alemania                                      | 60,839             | 0.1                | 0                  | 169,923          | 0.4              | 0                | 0             | 0     |
|                                    | Volt Alemania                                                   | 78,339             | 0.2                | 0                  | 165,474          | 0.4              | 0                | 0             | Nuevo |
|                                    | Partido Ecológico-Democrático                                   | 152,792            | 0.3                | 0                  | 112,314          | 0.2              | 0                | 0             | 0     |
|                                    | Partido Nacionaldemócrata de Alemania                           | 1,090              | 0.0                | 0                  | 64,574           | 0.1              | 0                | 0             | 0     |
|                                    | Partido para la Investigación en Salud                          | 2,842              | 0.0                | 0                  | 49,349           | 0.1              | 0                | 0             | 0     |
|                                    | Partido de los Humanistas                                       | 12,730             | 0.0                | 0                  | 47,711           | 0.1              | 0                | 0             | 0     |
|                                    | Alianza C - Cristianos para Alemania                            | 6,222              | 0.0                | 0                  | 39,868           | 0.1              | 0                | 0             | 0     |
|                                    | Partido de Baviera                                              | 36,748             | 0.1                | 0                  | 32,790           | 0.1              | 0                | 0             | 0     |
|                                    | V-Partei³                                                       | 10,644             | 0.0                | 0                  | 31,884           | 0.1              | 0                | 0             | 0     |
|                                    | Unabhängige ... für bürgernahe Demokratie                       | 13,421             | 0.0                | 0                  | 22,736           | 0.0              | 0                | 0             | Nuevo |
|                                    | Los Grises                                                      | 2,368              | 0.0                | 0                  | 19,443           | 0.0              | 0                | 0             | 0     |
|                                    | Los Urbanos                                                     | 1,912              | 0.0                | 0                  | 17,811           | 0.0              | 0                | 0             | 0     |
|                                    | Partido Marxista-Leninista de Alemania                          | 22,534             | 0.0                | 0                  | 17,799           | 0.0              | 0                | 0             | 0     |
|                                    | Partido Comunista Alemán                                        | 5,446              | 0.0                | 0                  | 14,925           | 0.0              | 0                | 0             | 0     |
|                                    | Alianza para la Protección de los Animales                      | 7,371              | 0.0                | 0                  | 13,672           | 0.0              | 0                | 0             | 0     |
|                                    | Partido Europeo Amor                                            | 873                | 0.0                | 0                  | 12,967           | 0.0              | 0                | 0             | Nuevo |
|                                    | Reformadores Liberal-Conservadores                              | 10,767             | 0.0                | 0                  | 11,159           | 0.0              | 0                | 0             | Nuevo |
|                                    | Lobbistas para los Niños                                        | –                  | –                  | –                  | 9,189            | 0.0              | 0                | 0             | Nuevo |
|                                    | El III camino                                                   | 515                | 0.0                | 0                  | 7,832            | 0.0              | 0                | 0             | Nuevo |
|                                    | Partido del Jardín                                              | 2,095              | 0.0                | 0                  | 7,611            | 0.0              | 0                | 0             | 0     |
|                                    | Movimiento de los Ciudadanos                                    | 1,556              | 0.0                | 0                  | 7,491            | 0.0              | 0                | 0             | Nuevo |
|                                    | Democracia en Movimiento                                        | 2,609              | 0.0                | 0                  | 7,184            | 0.0              | 0                | 0             | 0     |
|                                    | Mundo Humano                                                    | 656                | 0.0                | 0                  | 3,786            | 0.0              | 0                | 0             | 0     |
|                                    | Los Rosas/Alianza 21                                            | 377                | 0.0                | 0                  | 3,488            | 0.0              | 0                | 0             | Nuevo |
|                                    | Partido del Progreso                                            | –                  | –                  | –                  | 3,228            | 0.0              | 0                | 0             | Nuevo |
|                                    | Partido por la Igualdad Social                                  | –                  | –                  | –                  | 1,417            | 0.0              | 0                | 0             | 0     |
|                                    | Movimiento de Derechos Ciudadanos Solidaridad                   | 811                | 0.0                | 0                  | 727              | 0.0              | 0                | 0             | 0     |
|                                    | Lista del Clima de Baden-Württemberg                            | 3,967              | 0.0                | 0                  | –                | –                | –                | 0             | Nuevo |
|                                    | Partido de las Familias de Alemania                             | 1,817              | 0.0                | 0                  | –                | –                | –                | 0             | 0     |
|                                    | A partir de ahora... Democracia a través de Plebiscito          | 1,086              | 0.0                | 0                  | –                | –                | –                | 0             | Nuevo |
|                                    | Graue Panther                                                   | 961                | 0.0                | 0                  | –                | –                | –                | 0             | Nuevo |
|                                    | Partido del Hogar Turingio                                      | 549                | 0.0                | 0                  | –                | –                | –                | 0             | Nuevo |
|                                    | Los Otros                                                       | 256                | 0.0                | 0                  | –                | –                | –                | 0             | Nuevo |
|                                    | Bergpartei, die "ÜberPartei"                                    | 222                | 0.0                | 0                  | –                | –                | –                | 0             | 0     |
|                                    | Independientes y grupos electorales                             | 110,894            | 0.2                | 0                  | –                | –                | –                | 0             | –     |
| Votos válidos                      | Votos válidos                                                   | 46,362,013         | 98.9               | –                  | 46,442,023       | 99.1             | –                | –             | –     |
| Votos nulos/en blanco              | Votos nulos/en blanco                                           | 492,495            | 1.1                | –                  | 412,485          | 0.9              | –                | –             | –     |
| Total de votos                     | Total de votos                                                  | 46,854,508         | 100                | 299                | 46,854,508       | 100              | 437              | 736           | +27   |
| Votantes registrados/participación | Votantes registrados/participación                              | 61,181,072         | 76.6               | –                  | 61,181,072       | 76.6             | –                | –             | –     |
| Fuente: Bundeswahlleiter           |                                                                 |                    |                    |                    |                  |                  |                  |               |       |

Nota: Tanto La Izquierda como la Asociación de Votantes del Schleswig Meridional obtuvieron representación a pesar de que ambos partidos no sobrepasaron la cláusula del cinco por ciento. El primero lo hizo gracias a la cláusula del mandato básico, mientras que el segundo lo hizo gracias a su estatus especial como representante de la minoría étnica danesa.

### Resultados por Estado federado
| Estados de Alemania               | SPD                | Unión | Grüne | FDP  | AfD  | Linke | Otros |     |     |
| --------------------------------- | ------------------ | ----- | ----- | ---- | ---- | ----- | ----- | --- | --- |
| Estados de Alemania               | Schleswig-Holstein | 28.0  | 22.0  | 18.3 | 12.5 | 6.8   | Otros | 3.6 | 8.7 |
| Mecklemburgo-Pomerania Occidental | 29.1               | 17.4  | 7.8   | 8.2  | 18.0 | 11.1  | 8.4   |     |     |
| Hamburgo                          | 29.7               | 15.5  | 24.9  | 11.4 | 5.0  | 6.7   | 6.8   |     |     |
| Baja Sajonia                      | 33.1               | 24.2  | 16.1  | 10.5 | 7.4  | 3.3   | 5.4   |     |     |
| Bremen                            | 31.5               | 17.2  | 20.8  | 9.3  | 6.9  | 7.7   | 6.5   |     |     |
| Brandeburgo                       | 29.5               | 15.3  | 9.0   | 9.3  | 18.1 | 8.5   | 10.3  |     |     |
| Sajonia-Anhalt                    | 25.4               | 21.0  | 6.5   | 9.5  | 19.6 | 9.6   | 8.4   |     |     |
| Berlín                            | 23.5               | 15.9  | 22.4  | 8.1  | 8.4  | 11.4  | 9.4   |     |     |
| Renania del Norte-Westfalia       | 29.1               | 26.0  | 16.1  | 11.4 | 7.3  | 3.7   | 6.5   |     |     |
| Sajonia                           | 19.3               | 17.2  | 8.6   | 11.0 | 24.6 | 9.3   | 9.9   |     |     |
| Hesse                             | 27.6               | 22.8  | 15.8  | 12.8 | 8.8  | 4.3   | 7.9   |     |     |
| Turingia                          | 23.4               | 16.9  | 6.6   | 9.0  | 24.0 | 11.4  | 8.7   |     |     |
| Renania-Palatinado                | 29.4               | 24.7  | 12.6  | 11.7 | 9.2  | 3.3   | 9.2   |     |     |
| Baviera                           | 18.0               | 31.7  | 14.1  | 10.5 | 9.0  | 2.8   | 13.9  |     |     |
| Baden-Wurtemberg                  | 21.6               | 24.8  | 17.2  | 15.3 | 9.6  | 3.3   | 8.2   |     |     |
| Sarre                             | 37.3               | 23.6  | –     | 11.5 | 10.0 | 7.2   | 10.5  |     |     |

Fuente: Bundeswahlleiter

## Análisis
El SPD tuvo su mejor resultado desde 2005 con un 25%; también es la primera vez desde 2002 que emergen como el partido más grande del Bundestag. Por primera vez desde 2002, el SPD obtuvo la victoria en todos los distritos electorales de los estados de Brandeburgo y Sarre, donde derrotó a los ministros del gabinete Peter Altmaier y Annegret Kramp-Karrenbauer. También ganaron todos los distritos electorales en Mecklemburgo-Pomerania Occidental por primera vez, incluido Vorpommern-Rügen - Vorpommern-Greifswald I, el distrito de la canciller saliente Angela Merkel. También fue la primera vez que obtenían escaños en distritos electorales uninominales en Sajonia-Anhalt y Turingia desde las elecciones de 2005.
La CDU/CSU tuvo el peor resultado de su historia, eclipsando el anterior peor resultado del 31% en 1949. Muchos políticos prominentes fueron derrotados en sus distritos electorales, incluidos los ministros Altmaier, Helge Braun, Kramp-Karrenbauer y Julia Klöckner, así como Hans-Georg Maaßen y Philipp Amthor, aunque todos ellos, excepto Maaßen, fueron aun así elegidos para el Bundestag a través de la lista del partido. También fue la primera vez desde 2005 en que la CSU no ganó todos los distritos electorales en Baviera, y también tuvo el peor resultado en la historia.
Los Verdes obtuvieron su mejor resultado en la historia, casi duplicando el de 2017. Esta es también la primera elección federal en la que obtuvieron escaños directos en un distrito electoral fuera de Berlín Friedrichshain-Kreuzberg - Prenzlauer Berg Este; sin embargo, las expectativas para ellos eran mucho más altas, con una encuesta de más del 20% en el verano y un pico de alrededor del 25%, habiendo superado brevemente a la CDU en abril y mayo. Su caída en las encuestas se atribuyó en gran parte a una serie de errores y la impopularidad personal de Annalena Baerbock, aunque las encuestas poselectorales mostraron que muchos votantes verdes emigraron al SPD en las últimas semanas de la campaña para asegurar que la CDU no formaría gobierno. Aunque ganó su escaño en la lista del partido, Baerbock perdió en el distrito Potsdam-Potsdam-Mittelmark II-Teltow-Fläming II ante el candidato a canciller Olaf Scholz del SPD por un amplio margen.
El FDP tuvo su segundo mejor desempeño desde la reunificación alemana, ganando algunos escaños y manteniendo su cuarta posición. Esto fue suficiente para convertirlo en un "hacedor de reyes" junto con los Verdes en las negociaciones de coalición.
La AfD perdió escaños y pasó del tercer partido más grande al quinto partido más grande del Bundestag. Tuvieron un gran desempeño en la antigua Alemania Oriental, donde obtuvieron 16 escaños en distritos electorales en Sajonia, Sajonia-Anhalt y Turingia.
Die Linke tuvo su peor desempeño desde 2002 (cuando era el Partido del Socialismo Democrático), cayendo de 69 escaños en 2017 a solo 39. Si bien no alcanzaron el umbral del 5%, ganaron tres escaños en distritos electorales (dos en su bastión en el antiguo Berlín Oriental y uno en Sajonia), lo que les da derecho a una representación proporcional en el Bundestag de acuerdo con sus votos de lista, en virtud de la cláusula del mandato básico Aparte de esta derrota simbólica, su gobierno preferido, una coalición rojo-rojo-verde de izquierda, no tiene mayoría en el Bundestag, y el mercado financiero alemán se recuperó como resultado. La vicepresidenta del Bundestag, Petra Pau, perdió su distrito electoral uninominal en Berlín Marzahn-Hellersdorf.
La Asociación de Votantes del Schleswig Meridional (SSW), un partido regionalista que solo se presenta en Schleswig-Holstein y representa a las minorías danesa y frisona en el sur de Schleswig, ganó su primer escaño, convirtiéndose en el primer partido regionalista en ganar escaños desde 1953. Los partidos de minorías están exentos del umbral del 5%, por lo que la SSW ganó un escaño con el 0,1% de los votos en todo el país. El SSW había participado por última vez las elecciones federales de 1961 y había ganado por última vez un escaño en las elecciones federales inaugurales de Alemania Occidental de 1949. Stefan Seidler ocupará el escaño de la SSW en el Bundestag.

## Formación de gobierno
Dado que se requerían complejas negociaciones para formar una coalición de gobierno, el FDP y los Verdes se consideraban "hacedores de reyes", y se discutió una coalición de tres partidos como un resultado probable. Si bien la gran coalición podía seguir siendo la mayoría gobernante, numerosos representantes tanto de la CDU/CSU como del SPD descartaron esta opción, tanto antes de las elecciones federales, durante la campaña electoral y con posterioridad.
En la noche de las elecciones, el líder del SPD, Scholz, reiteró su objetivo de formar un gobierno, citando el hecho de que su partido emergió como el más grande en el parlamento. Expresó su intención de convertirse en canciller y su preferencia por una "coalición semáforo" con el FDP y los Verdes. Figuras destacadas de la CDU/CSU, como Michael Kretschmer, declararon que, dado que la CDU/CSU quedó en segundo lugar, no debía formar gobierno.
El FDP y los Verdes, habiendo ganado 210 escaños entre ellos, anunciaron que hablarían por separado antes de decidir a quién apoyar como socio principal de la coalición. El 7 de octubre, luego de concluir esa primera etapa, ambos partidos iniciaron negociaciones formales con el SPD.
Los Verdes y el FDP mantuvieron discusiones dos días después de las elecciones. El 7 de octubre, los dos partidos se reunieron con el SPD para la primera ronda de conversaciones exploratorias, con una segunda ronda el 11 de octubre. El 15 de octubre, el SPD acordó objetivos climáticos más ambiciosos, como habían prometido los Verdes.
El 17 de octubre, los Verdes votaron a favor de entablar conversaciones formales de coalición con el SPD y el FDP. Al día siguiente, el FDP votó a favor de hacer lo mismo.
El nuevo Bundestag prestó juramento oficialmente el 26 de octubre.
El 16 de noviembre, los secretarios generales de los tres partidos de la coalición semáforo (SPD, FDP, Verdes) anunciaron que un documento de acuerdo estaba casi completo, con Scholz para convertirse en canciller, y que los detalles se darían a conocer en algún momento de la próxima semana. El 23 de noviembre, se finalizó un acuerdo para una coalición semáforo. Las tres partes anunciaron una serie de políticas, incluidos planes para eliminar gradualmente la energía del carbón para 2030, ocho años antes del objetivo anterior, así como reducir la edad federal para votar a 16 años, aumentar el salario mínimo a 12 € la hora y reducir las barreras para adquirir la ciudadanía alemana. Annalena Baerbock se convertiría en ministra de Relaciones Exteriores, mientras que Robert Habeck encabezaría un nuevo "superministerio" responsable del clima, la energía y la economía. Christian Lindner se convertiría en Ministro de Finanzas. El congreso del SPD votó con el 98,8% a favor de aprobar el acuerdo el 4 de diciembre, seguido por el FDP con el 92,4% el 5 de diciembre. Los resultados de la votación de miembros de los Verdes se anunciaron el 6 de diciembre, con un 86% de votos a favor de aprobar la coalición.
Scholz fue elegido canciller por el Bundestag el 8 de diciembre del 2021, con 395 votos a favor, 303 votos en contra y 9 abstenciones de un total de 707 votos emitidos. Tras esto, se constituyó el Gobierno Scholz.